# As Aventuras do Capitão Cueca (livro)
As Aventuras do Capitão Cueca é um livro escrito por Dav Pilkey, o primeiro da coleção As Aventuras do Capitão Cueca.

## Enredo
Jorge Beard e Haroldo Hutchins são dois garotos, melhores amigos (e vizinhos), "muito responsáveis". Quando acontecia qualquer coisa ruim, os responsáveis eram sempre eles. Jorge e Haroldo já inventaram muitos super-heróis, como o Homem Cachorro; Timmy, a privada falante, a Espantosa Madame Vaca e o Capitão Cueca. Através de hipnose, Haroldo e Jorge transformam o seu diretor em Capitão Cueca.